# Gadu-Gadu
Gadu-Gadu é um programa de mensagens instantâneas muito popular na Polônia. 
O Gadu-Gadu se mantém através de publicidade exibida nas janelas de conversação, e assim como o ICQ, cada usuário tem um número único de identificação. Há diversos plugins que adicionam funções extras ao programa. A versão oficial oferece mais de 150 emoticons, e permite o envio de mensagens offline, troca de arquivos e VoIP. A partir da versão 6.0 é possível usar uma conexão segura SSL experimental.
Uma das características mais populares do Gadu-Gadu é a opção de status, que possibilita a escrita de mensagens curtas de texto sob seu nome, visíveis para os demais usuários de sua lista de contato.
O Gadu-Gadu utiliza seu próprio código proprietário. Vários outros programas de mensagens tem a habilidade de se comunicar com o Gadu-Gadu, como o Tlen - um outro programa polonês de mensagens instantâneas - o Miranda IM (Windows), Adium (Macintosh), Pidgin (multiplatforma), e Kopete (Linux).